# 静岡県草薙総合運動場陸上競技場
静岡県草薙総合運動場陸上競技場（しずおかけん・くさなぎそうごううんどうじょう・りくじょうきょうぎじょう）は、静岡県静岡市駿河区の静岡県草薙総合運動場内にある陸上競技場。球技場としても使用される。
施設は静岡県が所有し、東京ドーム・東急・静鉄共同事業体が指定管理者として運営管理を行っている。

## 概要
1957年に開催された第12回国民体育大会のメイン会場として設置された。静岡県小笠山総合運動公園スタジアムが完成するまでは、静岡国際陸上競技大会のメイン会場として使用されていた。現在でも毎年4月末に静岡リレーカーニバルが当競技場で開催されている。また2000年から開催されているしずおか市町対抗駅伝のフィニッシュ地点でもある。
1991年5月6日、この競技場でスーパー陸上が開催され、男子棒高跳びでセルゲイ・ブブカが、当時の世界新記録となる6m07をマークした。
日本プロサッカーリーグ（Jリーグ）では清水エスパルス、ジュビロ磐田、藤枝MYFCが公式戦の開催実績を持つ。また、1995年に福岡ブルックスが、1995年夏季ユニバーシアード開催の都合上2試合の主催試合を開催した。

## 施設概要
- 日本陸上競技連盟第1種公認
- トラック：400m×8レーン
- フィールド：天然芝（106×69m）
- 照明設備：照明塔4基（最大照度1000Lx）
- 収容人員：28,000人（メインスタンド：屋根付き座席8,000人、バックスタンド：芝生20000人）
- トレーニング室：16×19m（メインスタンド内）

## 運動場内その他の施設
- 補助競技場（日本陸上競技連盟第3種公認）
- 静岡県草薙総合運動場硬式野球場
- 静岡県草薙総合運動場軟式野球場
- 静岡県草薙総合運動場球技場
- 庭球場
- 静岡県草薙総合運動場体育館
- 水泳場

## 交通
- 静岡鉄道静岡清水線・県総合運動場駅下車